# 索隆齊 (赫爾松區)
46°34′37″N 32°40′33″E / 46.57694°N 32.67583°E

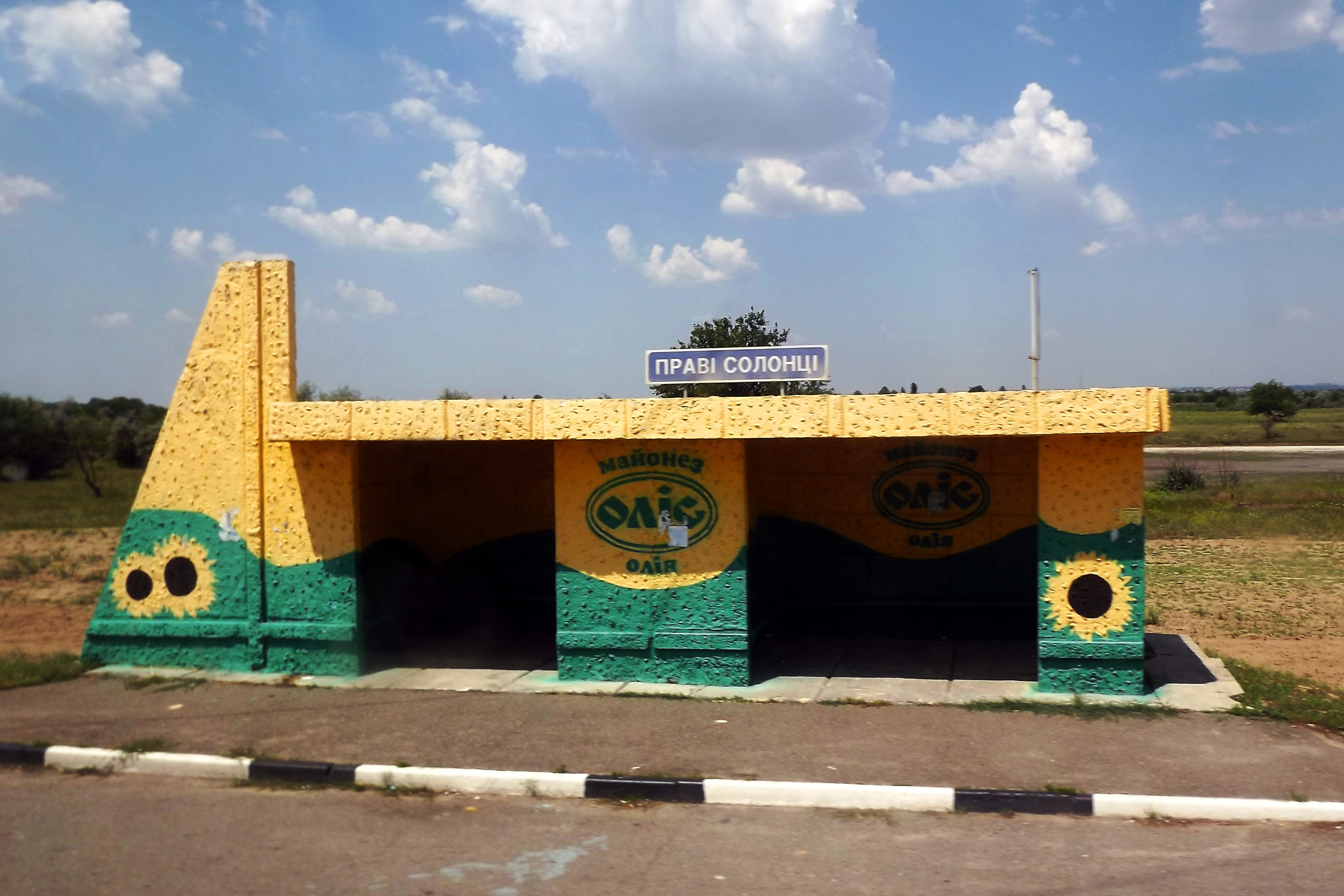
公交车站

索隆齊（烏克蘭語：Солонці）是位於烏克蘭南部的村莊，由赫爾松州赫尔松区的奥莱什基市镇負責管轄。該村始建於1843年，面積65平方公里，海拔高度2米，2001年人口1,051，人口密度每平方公里16.2人。